# Synagoga w Nicei
Synagoga w Nicei – czynna synagoga położona w Nicei przy ulicy Gustawa Deloye.   

## Historia
Gmina żydowska w Nicei działała od III wieku i w wieku XV posiadała na pewno swoją wolnostojącą synagogę. W 1773 wzniesiono w mieście kolejny tego typu budynek przy ulicy Bunico. W 1885 gmina otrzymała zgodę na budowę nowej, większej synagogi na miejscu dawnego teatru. 
Synagoga była czynna od 21 marca 1886, kiedy otworzył ją naczelny rabin Francji Lazare Isidor. W 1943 synagoga była miejscem czasowego przetrzymywania Żydów z Nicei i okolic przed ich wywozem do obozów zagłady poza Francją. Renowacja i ponowne otwarcie budynku miały miejsce dopiero w 1988. Od 2007 obiekt posiada status zabytku. Synagoga jest czynna, mimo poważnego spadku ilości wiernych.

## Architektura
Synagoga reprezentuje styl neobizantyński i została najprawdopodobniej zaprojektowana przez Paula Martina. Synagoga jest wzniesiona z kamienia, z centralnie położoną rozetą i trzema półkolistymi oknami. Do budynku prowadzi troje drzwi z portalami. W 1993 Théo Tobiasse wykonał nowe witraże dla synagogi.